# Sterling Bullet
Sterling Bullet — среднетоннажный грузовой автомобиль, выпускаемый американской компанией Sterling Trucks с 2007 по 2009 год. Является модернизацией Dodge Ram Pickup моделей 3500/4500/5500, от которых отличается радиаторной решёткой.

## Описание
Автомобиль Sterling Bullet впервые был представлен в 2006 году. До 2007 года автомобиль производился компанией DaimlerChrysler. Отличия Sterling Bullet от базовой модели заключаются в радиаторной решётке и надписями Sterling и Bullet. Также автомобиль оснащался дизельным двигателем внутреннего сгорания Cummins. Производство завершилось в 2009 году.